# Opogona orchestris
Opogona orchestris är en fjärilsart som beskrevs av Edward Meyrick 1911. Opogona orchestris ingår i släktet Opogona och familjen äkta malar.
Artens utbredningsområde är Sri Lanka. Inga underarter finns listade i Catalogue of Life.